# 和良歴史資料館
和良歴史資料館（わられきししりょうかん）は、岐阜県郡上市和良町にある博物館。

## 概要
郡上市和良町の歴史遺産、郷土の歴史、民俗等を保管展示する施設である。郡上郡和良村の和良村歴史資料館として2000年（平成12年）開館。2004年（平成16年）3月1日に郡上郡の7町村の合併により郡上市が発足後、2006年（平成18年）4月に「和良村歴史資料館の設置及び管理に関する条例の廃止」により、和良歴史資料館となる。
和良町（旧・郡上郡和良村）内から発掘された縄文時代の土器や石器（御物石器など）、和良町の民俗資料を展示する。また、文化財として和良町内の戸隠神社、宮代白山神社、鹿倉白山神社の宝物を展示する。
和良川が特別天然記念物のオオサンショウウオ生息地ということもあり、オオサンショウウオの資料展示が行われている。かつては、オオサンショウウオの飼育も館内でなされていた。
道の駅和良に隣接し、事実上一体化している。

## 施設概要
- 展示室
- 民俗資料展示室
- 文化伝承室
- 会議室
- 研修室

## 利用案内
- 所在地：岐阜県郡上市和良町宮地1121番地1
- 開館時間：10:00 - 16:00（文化伝承室は10:00 - 22:00　※ 事前予約制）
- 休館日：火・水・木・金曜日（祝日の場合は翌日）、年末年始（12月27日 - 1月4日）
- 入館料：一般220円・小中学生110円
  - 郡上市の高校生以上の住民を対象にした、郡上市内の7つの有料の博物館（郡上八幡樂藝館、古今伝授の里フィールドミュージアム、白山文化博物館、白山瀧宝殿、美並ふるさと館、明宝歴史民俗資料館、和良歴史資料館）共通の、年間パスポート券もある[4]。

## 交通アクセス

### 公共交通機関
- 八幡バス和良線「鹿倉口」バス停より徒歩で約7分。
  - 長良川鉄道越美南線 郡上八幡駅より八幡バス和良線「方須下」「祖師野上」行きに乗車。
- 郡上市自主運行バス（和良巡回バス）鹿倉線「道の駅和良」バス停より徒歩で約2分。

## 周辺施設
- 道の駅和良